# Arenaria musciformis
Arenaria musciformis là loài thực vật có hoa thuộc họ Cẩm chướng. Loài này được Triana & Planch. mô tả khoa học đầu tiên năm 1862.